# Archaeopteryx
Archaeopteryx (från klassiska grekiskans ἀρχαῖος/archaios, som betyder 'gammal', och πτέρυξ/pteryx, som betyder 'fjäder' eller 'vinge') är ett släkte som länge har betraktats som de äldsta kända fåglarna. Släktets systematiska placering är dock omdiskuterad och forskning från 2002 indikerar att Archaeopteryx inte är en direkt anfader till dagens fåglar, utan förhåller sig snarare som kusin till de moderna fåglarnas förfader. Släktet levde under yngre jura, för cirka 150 miljoner år sedan i det som idag är södra Tyskland. I många avseenden utgör Archaeopteryx en tidig mellanform mellan befjädrade dinosaurier och fåglar, då de hade fjädrar och vingar, men också tänder och ett skelett som liknade små köttätande dinosaurier.
Det finns elva fossila fynd av Archaeopteryx. Dessa fossil uppvisar morfologiska skillnader, bland annat i storlek, vilket gjort att flera av dem beskrivits som olika arter, men idag behandlas Archaeopteryx oftast som den enda arten Archaeopteryx lithographica, men det är omdiskuterat.
Archaeopteryx var stor som en korp och hade breda, rundade vingar och en lång, fjäderklädd svans. Den kunde bli upp till en halv meter lång. Dess fjädrar påminner om fjädrarna hos dagens fåglar, vilket inte bara tyder på att den kanske kunde flyga i någon mån, utan också på att den sannolikt var varmblodig, eftersom fjädrarnas ursprungliga funktion antagligen var värmeisolerande. Flygförmågan har antagligen uppkommit senare i utvecklingen som en positiv bieffekt. Men trots dess fågellika drag liknade den också reptilerna, med drag som kan jämföras med en theropods, som små tänder i käkarna, tre fingrar som slutar i krökta klor samt en lång svans. Ofta har Archaeopteryx beskrivit som den "felande länken" mellan reptil och fågel. Den första beskrivningen av Archaeopteryx publicerades 1861, bara två år efter att Charles Darwin hade publicerat sin bok Om arternas uppkomst, och den har alltsedan dess spelat en viktig roll i debatterna om evolutionen.
Archaeopteryx är tillsammans med fynd efter maniraptoren Pedopenna de äldsta bevisen för fjädrar i världen och de enda som dateras till jura. Dessutom antyder fjädrarnas avancerade uppbyggnad och placering att fjäderns ursprung måste vara ännu äldre.

## Paleobiologi

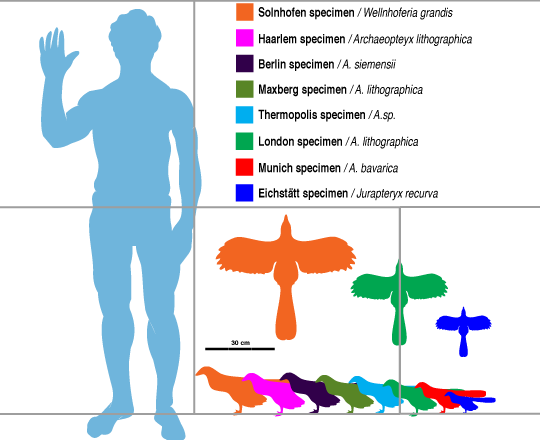
Storleken hos 8 exemplar av Archaeopteryx jämförda med en människa.

Archaeopteryx var en befjädrad dinosaurie som till formen liknade en skata, och vars fjäderdräkt var mycket lik moderna fåglars. Den hade grova kloförsedda fötter med en utfällbar tå likt många andra rovdinosaurier. Den fjäderklädda svansen var lång i jämförelse med kroppen.

### Fjäderdräkt
De exemplar man har funnit efter Archaeopteryx hade välutvecklade flygfjädrar. Dessa är påfallande asymmetriska och uppvisar samma struktur som hos dagens fåglar, med fan som gav stabilitet genom sin struktur med fanstrålar och bistrålar med hakar. Svansfjädrarna var mindre asymmetriska, precis som hos dagens fåglar, men hade också stadiga fan.
Fjäderdräkten på Archaeopteryxs kropp är mindre väldokumenterad och har bara studerats mer djupgående hos det välbevarade Berlin-exemplaret. Eftersom fossilen antyder förekomsten av flera separata arter är detta dock inte nödvändigtvis typiskt för hela släktet. Hos Berlin-exemplaret finns "byxor" av välutvecklade fjädrar på benen. Vissa av dessa fjädrar verkar ha en grundläggande fjäderstruktur men saknar hakar på bistrålarna, som hos strutsfåglar, och är därför något ulliga. Andra fjädrar har hakar och är tillräckligt stadiga för att möjliggöra en flygtur.
Archaeopteryx hade ett antal konturfjädrar som löpte nedför ryggen. Dessa fjädrar liknar de konturfjädrar som finns hos moderna fåglar därför att de är symmetriska och fasta, även om de inte är så styva som de fjädrar som används vid flygning. Bortsett från det består märkena efter fjädrar hos Berlin-exemplaret av en sorts "proto-dun" som inte skiljer sig nämnvärt från det dun man har hittat hos dinosaurien Sinosauropteryx. Detta dun var fluffigt och ulligt, och det framträdde kanske till och med mer som päls än som fjädrar då djuren levde (även om så inte är fallet i deras mikroskopiska struktur). Denna typ av dun täckte, så vitt kan bedömas utifrån fossilets nuvarande skick, resten av kroppen samt nedre delen av halsen.
Emellertid finns det ingen antydan till fjädrar på den övre delen av halsen eller huvudet. Även om dessa kroppsdelar möjligen kan ha varit nakna såsom hos många andra nära besläktade, väl bevarade befjädrade dinosaurier, kan detta också ha orsakats av den process som bevarat fossilen. I de flesta fallen har exemplaren av Archaeopteryx nämligen bäddats in i syrefattiga sediment efter att ha flutit runt en tid på rygg i vatten; huvudet, halsen och svansen är vanligtvis böjda nedåt vilket tyder på att exemplaren just hade börjat ruttna då de bäddades in i sedimenten, med avslappnade muskler och senor som gav fossilen deras karaktäristiska form. Detta borde betyda att skinnet redan börjat mjukna och flagna, vilket stöds av det faktum att flygfjädrarna hos vissa exemplar hade börjat lossna när de bäddades in i sedimenten. Därmed har man lagt fram hypoteser om att exemplaren rörde sig längs sjöbotten i grunt vatten en tid innan de täcktes över, varvid fjädrarna på huvudet och övre delen av halsen föll av medan de hårdare fästa svansfjädrarna satt kvar.

## Flygförmåga

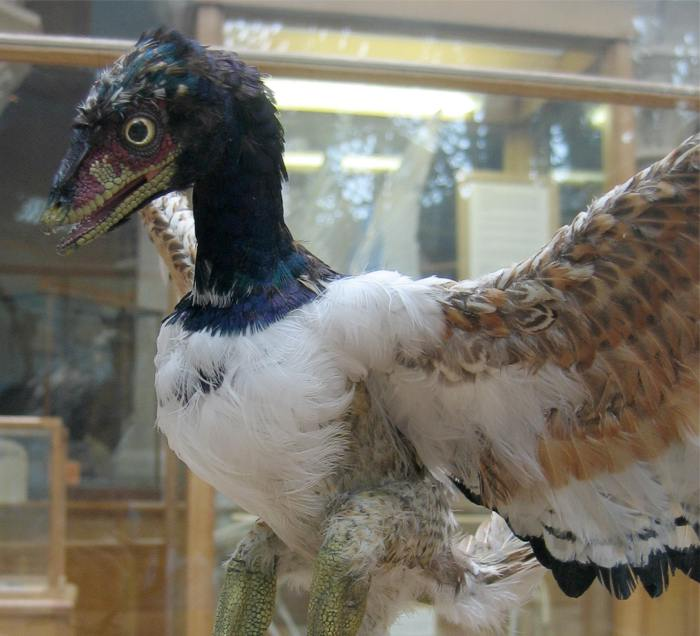
Modell av Archaeopteryx med fjädrar på huvud och övre delen av halsen.

Huruvida Archaeopteryx kunde flyga aktivt eller ej är omdiskuterat. Den saknade bland annat lillvinge vilket moderna fåglar använder för att öka manöverdugligheten genom att stabilisera luftströmmar på ovan- och undersidan av vingen. Mycket tyder på att den var mestadels marklevande likt struts- och hönsfåglar och att den sprang ifatt sina byten.
Undersökningar av exemplaret som förvaras i Field Museum i Chicago visade att flygförmågan över kortare sträckor fanns. Studien publicerades i maj 2025 i tidskriften Nature.
Fjädrarna på Archaeopteryx vingar var asymmetriska, precis som hos dagens fåglar, medan svansfjädrarna var tämligen grova. Detta tyder på att den använde vingarna och svansen för att lyfta från platsen den befann sig på. Emellertid är det oklart om Archaeopteryx enbart var en glidflygare eller om den verkligen var kapabel till att flyga så som dagens fåglar genom att flaxa med vingarna. Bröstbenet uppvisar inte de fästen för de kraftiga muskler som flygande fåglar har, vilket tyder på att Archaeopteryx inte var en stark flygare. Dock kan muskler som användes vid flygning ha varit fästa vid det tjocka, böjda sk. önskebenet, det runda coracoid-benet eller möjligtvis vid ett broskartat bröstben. Sammansättningen av axelleden hos Archaeopteryx påvisar att den inte kunde lyfta vingarna över ryggen, så som dagens fåglar kan, vilket är en förutsättning för att kunna flaxa med vingarna. Därmed verkar det troligt att Archaeopteryx inte kunde flyga som dagens fåglar, även om den i glidflykt kan ha flaxat nedåt med vingarna utan att lyfta dem över ryggen.
Archaeopteryxs vingar var relativt stora, vilket borde ha resulterat i en låg flyghastighet. Den korta och avrundade formen hos vingarna borde ha minskat luftmotståndet, men kunde också ha förbättrat Archaeopteryxs flygförmåga genom belamrade miljöer bestående av träd och buskar (man finner en liknande vingform hos nutida fåglar som flyger genom tät vegetation, så som kråkor och fasaner). Archaeopteryx hade asymmetriska fjädrar på benen (precis som hos dromaeosaurider som till exempel Microraptor), ytterligare ett drag som borde ha förbättrat Archaeopteryx flygförmåga.
År 2004 utförde forskare en detaljrik analys av Archaeopteryxs hjärnskål med hjälp av datortomografi. Resultatet visade att Archaeopteryx hjärna var betydligt större än hjärnan hos de flesta dinosaurier. Detta pekar på att den hade den hjärnstorlek som är nödvändig vid flygning. Med hjälp av datortomografin lyckades man återskapa Archaeopteryx hjärnstruktur. Rekonstruktionen kunde uppvisa att regionerna som förknippas med synen tog upp nästan en tredjedel av hjärnan. Andra välutvecklade områden var de man förknippar med hörsel och muskelkoordination. Avläsningen av kraniet visade också strukturen hos innerörat, vilket påminner mer om innerörat hos dagens fåglar än hos reptiler. Dessa kännetecken tyder på att Archaeopteryx hade den hörsel, rumsbestämda uppfattningsförmåga, balans och koordination som behövs för att kunna flyga.
Archaeopteryx spelar än idag en viktig roll i debatten om upphovet och utvecklingen av fåglarna. Vissa vetenskapsmän anser att den var ett trädklättrande djur (efter idén som först nämndes av Othniel Charles Marsh om att fåglar utvecklades ur trädklättrande glidflygare), medan andra forskare anser att den var en kvick löpare som sprang på marken (efter idén som först nämndes av Samuel Wendell Williston om att fåglar utvecklade en flygförmåga genom att springa). Ytterligare forskare förespråkar att Archaeopteryx levde både på marken och i träden, så som dagens kråkor. Denna hypotes är den som idag är den bäst stödda av morfologiska analyser. Sammanfattningsvis verkar det som om Archaeopteryx varken var speciellt utvecklad för att springa på marken eller för att flyga. Genom att beakta de rådande kunskaperna om flygrelaterad morfologi sammanfattade Elżanowski ett scenario år 2002, nämligen det att Archaeopteryx använde sina vingar för att undkomma rovdjur genom att glida upp till säkra höjder, och alternativt för att ta sig fram längre sträckor genom att glida ned från klippor eller trädtoppar. Ett scenario som verkar rimligt.

## Paleoekologi

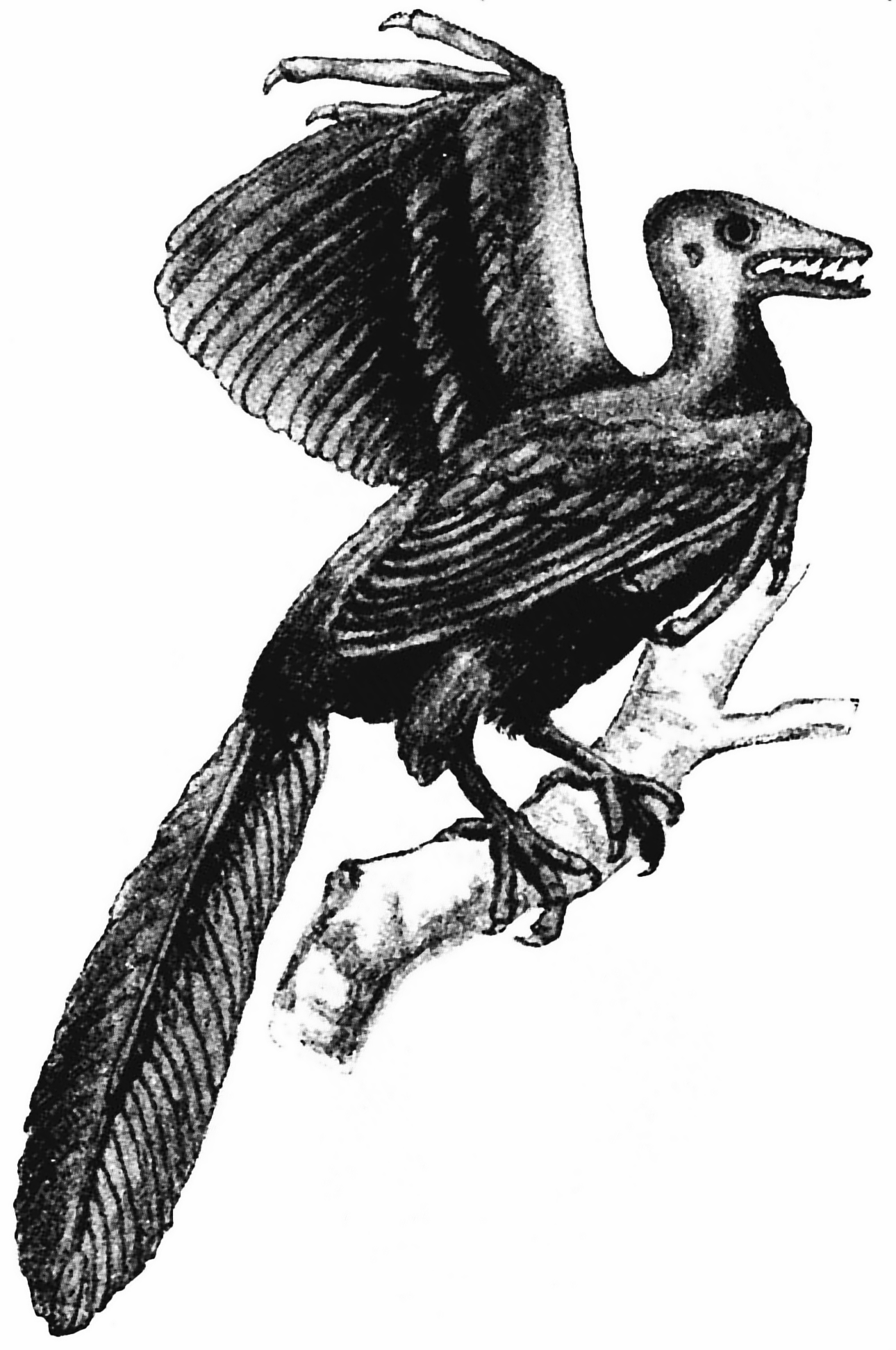
Föråldrad illustration av "Archæopteryx" tagen ur Nordisk familjebok.
Idag tror man inte att de hade klor på handpennorna utan fjädrar som dagens fåglar.

Då Archaeopteryx levde (under kimmeridgian-skedet för 155–150 miljoner år sedan) var Europa en stor ögrupp i ett grunt, varmt, tropiskt hav, och låg mycket närmare ekvatorn än vad det gör idag. Området där alla fossila kvarlevor av Archaeopteryx hittills har hittats, det vill säga i Solnhofen i Bayern, södra Tyskland, låg då på samma breddgrad som Florida gör idag, även om klimatet kan ha varit torrare. Fynd av fossila växter i ofruktbar jord och avsaknad av sediment från fastland tyder på att Solnhofen bestod av en flodbädd under yngre jura. Fossil efter växter är knapphändiga och består av kottepalmer och barrträd, medan djurfossil är desto vanligare och utgörs av ett stort antal insekter, små ödlor, flygödlor samt den lilla dinosaurien Compsognathus.
Det utmärkta tillståndet hos de bevarade fossilen av Archaeopteryx och andra rester av landlevande djur som hittades i Solnhofen, indikerar att de inte flyttats långt innan de bevarades i dyn. Exemplaren av Archaeopteryx som hittats torde därmed ha levt på de låga öar som på den tiden omgav Solnhofens lagun, snarare än att ha flutit dit från närmaste fastland. Skelett efter Archaeopteryx är betydligt färre i Solnhofens avlagringar än de efter flygödlor, där fossil av Rhamphorhynchus är vanligast. Dessa flygödlor dominerade den ekologiska nisch som idag innehas av sjöfåglar. Dock är fossil efter Archaeopteryx så vanliga att det är osannolikt att de irrat bort sig från de större öar som låg 50 km längre norrut.
Öarna som omgav Solnhofens lagun var låglänta och subtropiska med stäppklimat med långa torrperioder och lite regn. Floran på öarna var anpassad till det torra tillståndet och bestod mest av låga buskar som inte blev högre än 3 meter. Detta landskap såg alltså inte alls ut som rekonstruktionerna av Archaeopteryx då den klättrar i träd, eftersom dessa tycks ha varit förhållandevis få på öarna. Man har nämligen bara hittat ett litet antal trädstammar i sedimenten i Solnhofen, och avsaknaden av fossiliserade pollen efter träd styrker att öarna saknade skog.
Archaeopteryx livsstil är svår att återskapa och det finns flera olika teorier angående den. Man har föreslagit att den huvudsakligen höll till på marken, medan andra forskare föreslår att den huvudsakligen var trädlevande. Frånvaron av träd hindrar inte Archaeopteryx från att ha levt i träd eller andra växter. Flera arter av nu existerande fåglar lever nämligen uteslutande i låga buskar. Olika aspekter av Archaeopteryx morfologi pekar antingen på ett liv i träden eller ett liv på backen, det vill säga längden på benen, förlängningen av fötterna och så vidare. Vissa avseenden visar att det är sannolikt att den var en generalist som kunde finna föda både i buskar, på öppna markytor och till och med längs lagunens stränder. Den jagade troligen små byten som den högg med käkarna om de var små nog eller med klorna på vingarna om de var större.

## Antal funna exemplar

Bilden föreställer en tabell över när exemplaren av Archaeopteryx hittades. Klicka för att förstora.

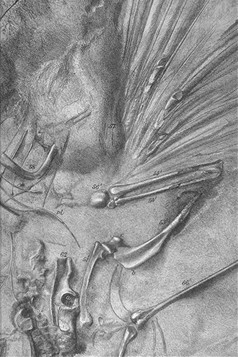
London-exemplaret, 1863, detalj, lägg märke till fjädrarna.

1855 fann man det första fossilet av Archaeopteryx, även om släktet inte beskrevs förrän år 1861. Till dags datum har man funnit cirka tio fossil av Archaeopteryx samt fjädrar som kan ha tillhört den. Alla exemplar har hittats i samma lager av sediment i Tyskland. Flest har hittats i området kring Solnhofen.
Det allra första fyndet efter Archaeopteryx gjordes 1855 men antogs av misstag ha varit en Pterodactylus och glömdes bort fram till 1970. En lista på de efterföljande exemplaren följer här nedan:
Det första beskrivna fyndet var en ensam fjäder. Fyndet gjordes i stenbrottet i Solnhofen, Tyskland, 1860 och beskrevs ett år senare av Hermann von Meyer som Archaeopteryx lithographica. Fjädern, som anses vara Archaeopteryx holotyp av många, finns nu på Museum für Naturkunde i Berlin och tillskrivs generellt Archaeopteryx. Dock är det oklart om fjädern verkligen tillhörde Archaeopteryx eller om den tillhörde en ännu oupptäckt befjädrad dinousarie. Vissa tecken pekar på att den inte kom från samma djur som de andra exemplaren av Archaeopteryx.
1. Strax därpå, samma år som von Meyer beskrev fjädern, upptäcktes det första skelettet, det som är känt som Londonexemplaret (BMNH 37001), nära Langenaltheimer Haardt i Langenaltheim i Solnhofen. Detta exemplar skänktes till den lokala doktorn Karl Häberlein som en återbetalning för en kurering. Doktor Häberlein sålde exemplaret till British Museum of Natural History i London, där det fortfarande förvaras,[15] därav dess namn. London-exemplaret, som saknar mycket av sitt huvud och hals, beskrevs år 1863 av Richard Owen som Archaeopteryx macrura, eftersom han inte trodde att fossilet tillhörde samma art som fjädern. Emellertid är detta fossil den utsedda typarten, eftersom fjädern inte alldeles säkert kan knytas till släktet. Fyndet kom som ett svar på Om arternas uppkomst, och Charles Darwin hyllade Owens upptäckt, eftersom han ansåg att det var den felande länken mellan ödlelika reptiler och moderna fåglar.
2. Berlin-exemplaret (HMN 1880) påträffades mellan år 1874 och 1876 i Blumenberg nära Eichstätt, Tyskland, av Jakob Niemeyer. Han bytte sitt dyrbara fossil med Johann Dörr och fick en ko istället som var värd 150 till 180 mark. Johann Dörr auktionerade ut fossilet år 1881, och det köptes av Ernst Häberlein från Pappenheim för 2 000 mark. Slutligen köptes fossilet av Museum für Naturkunde för 20 000 mark. Transaktionen bekostades av Ernst Werner von Siemens, grundaren av företaget med samma namn.[15] Exemplaret beskrevs av Wilhelm Dames år 1884 och är ett av de mest fullständiga exemplaren, och det första med ett komplett huvud. Berlin-exemplaret har döpts till A. siemensii.[10] Exemplaret tillhör fortfarande Museum für Naturkunde, och står sedan 2007 i den fasta utställningen.
3. Maxberg-exemplaret (S5), som utgörs av ett torso, hittades 1956 eller 1958 nära Langenaltheimer Haardt vid Solnhofen och beskrevs år 1959 av Florian Heller. Exemplaret har fått sitt namn för att det ställts ut på Maxbergmuseet i Solnhofen. Maxberg-exemplaret tillhörde Eduard Opitsch, som lånade det till museet. Efter hans död 1991 försvann exemplaret och kan ha stulits eller sålts. Skelettet saknade huvud och svans, men var i övrigt relativt intakt.
4. Haarlem-exemplaret (TM 6428. Även känd som Teyler-exemplaret) upptäcktes i Jachenhausen nära Riedenburg, Tyskland, år 1855, det vill säga fem år före fjädern, och var det allra första exemplaret av Archaeopteryx som återfanns. Dock placerades den i helt fel djurgrupp och beskrevs som en Pterodactylus crassipes år 1875 av von Meyer. Det är inte så konstigt med tanke på att den är det minst kompletta exemplaret, då det bara består av fossil efter extremiteterna, ett par ryggkotor och revben. Haarlem-exemplaret klassificerades om år 1970 av John Ostrom och finns för närvarande på Teylermuseet i Haarlem, Holland.
5. Eichstätt-exemplaret (JM 2257) hittades år 1951 eller 1955 nära Workerszell i Eichstätt, Tyskland, och beskrevs av Peter Wellnhofer år 1974. Eichstätt-exemplaret står för närvarande på Juramuseet i Eichstätt och är det minsta exemplaret med det näst bäst bevarade huvudet. Den tillhör troligen ett separat släkte (Jurapteryx recurva) eller en separat art (A. recurva).
6. Solnhofen-exemplaret (BSP 1999) påträffades av en turkisk gästarbetare under 1960-talet nära Eichstätt, Tyskland, och beskrevs år 1988 av Wellhofner. Det finns nu på Bürgermeister-Müller-Museum i Solnhofen och klassificerades ursprungligen som en Compsognathus av en amatörsamlare. Solnhofen-exemplaret är det största kända av alla exemplar av Archaeopteryx och kan ha tillhört ett separat släkte och art, det vill säga Wellnhoferia grandis. Exemplaret saknar bara delar av halsen, svansen, bakbenen och huvudet. Efter att ha bestämt att frigöra fossilet ur stenen, ändrade man sig år 2001.
7. München-exemplaret (S6, tidigare känd som Solnhofen-Aktien-Verein-exemplaret) hittades år 1991 i "Solnhofer Aktien-Verein AG"s stenbrott i Langenaltheimer Haardt i Solnhofenoch och beskrevs år 1993 av Wellhofner. Exemplaret finns nu på Paläontologische Museum i München. Det som först togs för ett benigt bröstben skulle senare visa sig vara delen av axelleden,[22] och därmed är det troligt att den kan ha haft ett bröstben av brosk. Annars är fossilet mycket välbevarat, bara främre delen av ansiktet saknas. Många tycker att München-exemplaret är vackrare än Berlin-exemplaret. Den kan ha tillhört en egen art, A. bavarica.
8. Ett åttonde exemplar, ett avtryck, återfanns 1997. Det är ej känt vem som hittade det eller var.
9. År 2004 gjordes ytterligare ett fynd av Archaeopteryx, Bürgermeister-Müller-exemplaret. Det förvaras för tillfället på Bürgermeister-Müller Museum.
10. Efter att länge ha stått i en privat samling upptäcktes Thermopolis-exemplaret (WDC CSG 100) i Tyskland år 2005. Det beskrevs samma år den 2 december i en artikel i Science av Gerald Mayr, Pohl och Peters. Thermopolis-exemplaret donerades till Wyoming Dinosaur Center i Thermopolis, Wyoming, därav dess namn. Exemplaret har ett välbevarat huvud och välbevarade fötter. Dock fattades det mesta av underkäken och halsen. Förutom detta saknade exemplaret en motsatt placerad tå, till skillnad från dagens fåglar, vilket betyder att den inte kunde gripa tag i grenar.[23] Detta har tolkats som ett bevis på att Archaeopteryx utvecklades ur theropoderna. Exemplaret har också en mycket uttänjbar andra tå, ett drag som den delar med Deinonychosauria".[24] Detta tionde och senast påträffade exemplar tillskrevs Archaeopteryx siemensii år 2007.[25] Exemplaret, som för tillfället lånas ut till Forschungsinstitut Senckenberg i Frankfurt, är det bäst bevarade och mest fullständiga av alla kvarlevor efter Archaeopteryx.[25]

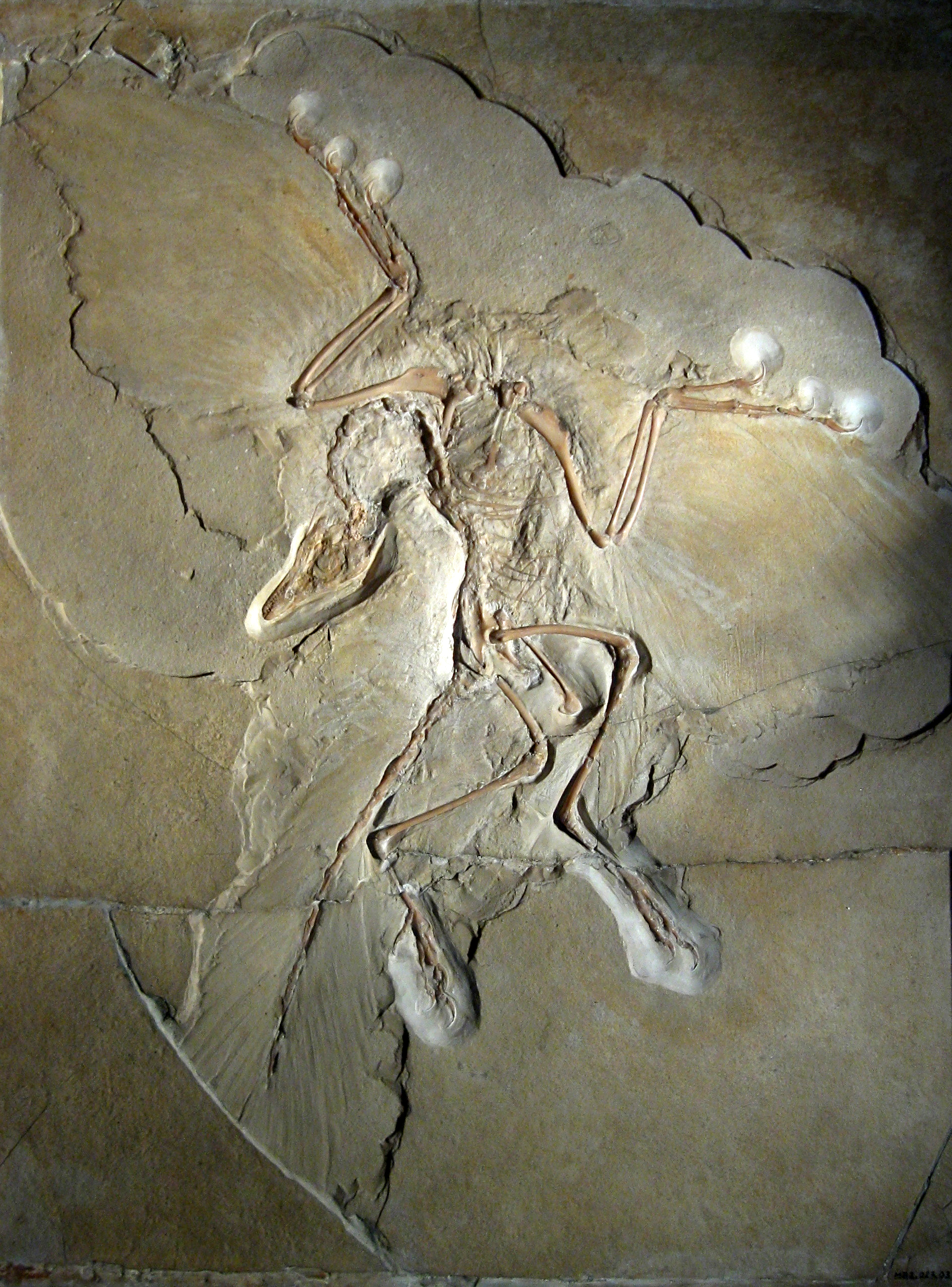
Berlin-exemplaret.
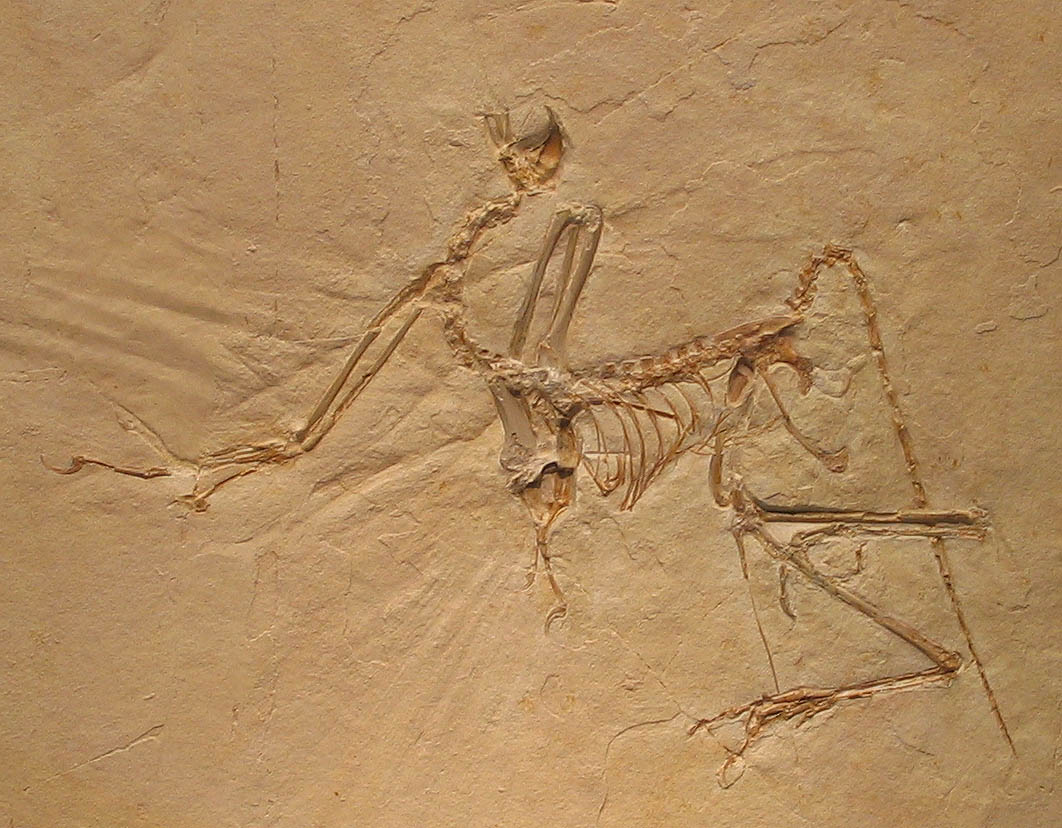
München-exemplaret.
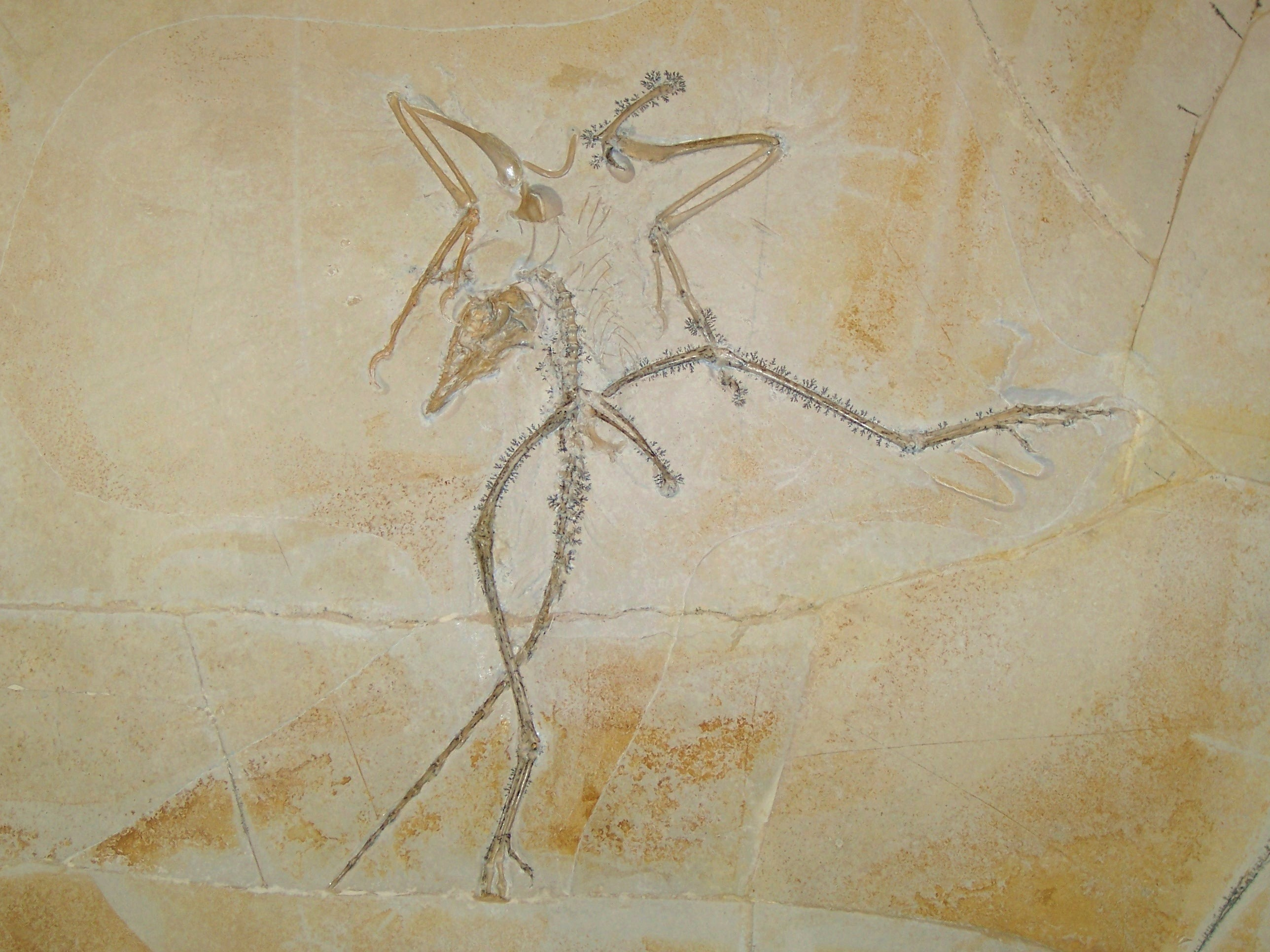
Thermopolis-exemplaret.

Sedan blev ytterligare 4 exemplar kända, däribland ett som köptes av Field Museum i Chicago från en privat samlare.

## Klassificering
Under 1970-talet hävdade John Ostrom, som följde Thomas Henry Huxleys idéer från 1868, att fåglar utvecklades från theropoda dinosaurier och att Archaeopteryx var ett starkt belägg för detta argument. Archaeopteryx delade en hel rad fågellika drag (som önskeben, fjädrar, vingar och en delvis omplacerad första tå) med en lika lång rad dinosaurielika, theropoda drag, exempelvis den långa upphöjda utväxten på språngbenet, ett obturator-utskott på sittbenet och långa utskott på undersidan av svansen. Ostrom fann att Archaeopteryx särskilt liknade den theropoda familjen Dromaeosauridae.
Modern paleontologi har i huvudsak gått på Ostroms linje, med Archaeopteryx som primitiv fågel. Den betraktas dock inte som en direkt förfader till dagens fåglar, utan snarare som en tidig kusin till den förfadern. Inte desto mindre används Archaeopteryx ofta som modell för fåglarnas stamfader. Lowe (1935) och Thulborn (1984) ifrågasatte ifall Archaeopteryx verkligen var den första fågeln. De föreslog istället att Archaeopteryx var en dinosaurie som inte var närmare besläktad med fåglar än andra dinosaurier. Kurzanov (1987) föreslog att Avimimus var en sannolikare fågelförfader än Archaeopteryx. Barsbold (1983)
 och Zweers och Van den Berge (1997) noterade att många maniraptorer är mycket fågellika, och föreslog att olika fågelgrupper kunde härstamma från olika dinosaurier. Upptäckten av den närbesläktade Xiaotingia 2011 ledde till nya fylogenetiska analyser som indikerade att Archaeopteryx tillhör deinonychosaurierna snarare än fåglarna.
1933 placerade Lambrecht Archaeopteryx i ordningen Archaeopterygiformes, en ordning som ibland fått det svenska trivialnamnet urfåglar. Denna placering är idag omdiskuterad. 

### Intern systematik

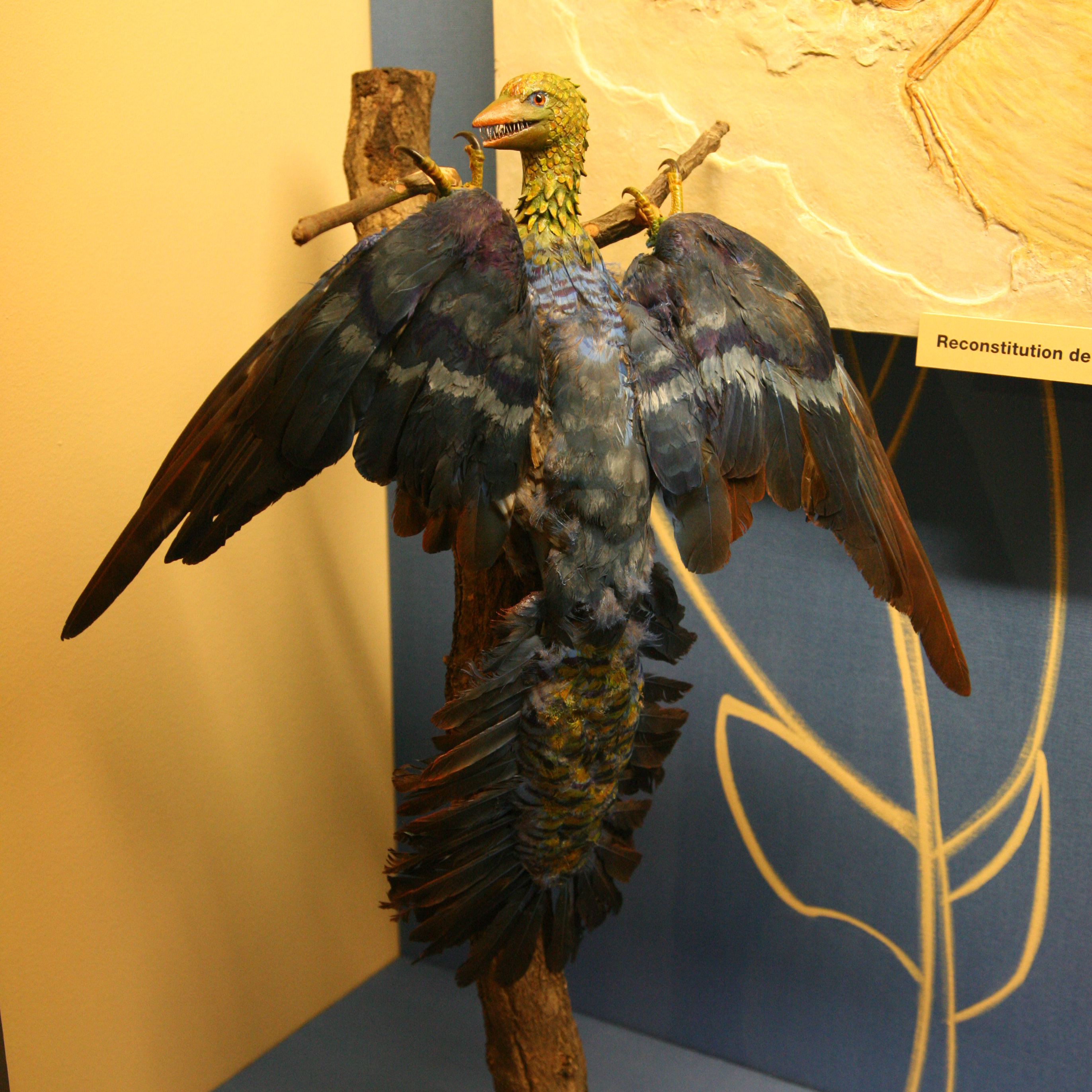
Modell av Archaeopteryx som visas upp på Genèves naturhistoriska museum.

Flera arter av Archaeopteryx har beskrivits från de specimen som har anträffats, men det är osäkert om någon av dessa är giltig. Ursprungligen hänvisade namnet A. lithographica endast till den fjäder som beskrevs av von Meyer. År 1960 föreslog Swinton att namnet Archaeopteryx lithographica skulle flyttas från fjädern till London-exemplaret. Men ICZN förbjöd detta, vilket ledde till en dispyt mellan von Meyer och hans motståndare Johann Andreas Wagner, vars Griphosaurus problematicus ("problematisk gäckande ödla", en synonym till Archaeopteryx) var en gliring riktad gentemot von Meyers namn Archaeopteryx.
Släktskapet mellan exemplaren är problematisk. De flesta av de efterföljande exemplaren har resulterat i en ny art. Berlin-exemplaret döptes till Archaeornis siemensii, Eichstätt-exemplaret till Jurapteryx recurva, München-exemplaret till Archaeopteryx bavarica och Solnhofen-exemplaret till Wellnhoferia grandis.
Nyligen har man diskuterat frågan om inte alla exemplar tillhörde samma art. Emellertid kan detta inte stämma fullt ut, då man har funnit betydelsefulla skillnader mellan exemplaren. München-, Eichstätt-, Solnhofen- och Thermopolis-exemplaren skiljer sig från London-, Berlin- och Haarlem-exemplaren eftersom de är olika stora, har olika proportioner på fingrarna, har smalare nos, framåtpekande tänder och möjligen ett bröstben. Dessa skillnader är större än de skillnader som förekommer mellan olika åldrar hos nutida fåglar.
Slutligen är man tämligen säker på att den enda fjäder som först beskrevs som Archaeopteryx inte tillhör släktet på grund av dess storlek och proportioner. Troligen tillhörde den en ännu oupptäckt befjädrad theropod. Då fjädern var den ursprungliga typarten för Archaeopteryx har detta skapat stor förvirring.

## Kontroverser

### Äkthet
I början av 1985 publicerade en grupp ledda av astronomen Fred Hoyle och fysikern Lee Spetner en serie uppsatser, som påstod att fjädrarna hos Berlin- och London-exemplaren var förfalskade. Deras påståenden förkastades av Alan J Charig och andra forskare på British Museum of Natural History. Det mesta av Hoyles och Spetners bevis på förfalskningen av Archaeopteryx grundades på att de inte var så välbekanta med processerna då bergsmassa pressas ihop. Till exempel påstod de, baserat på den struktur som förknippas med fjädrar, att fjäderimitationerna hade applicerats på ett tunt lager av cement, utan att inse att fjädrar själva kan orsaka en skillnad i strukturen. De gav också uttryck för sina tvivel gentemot att man kunnat dela skivorna som fossilen efter Berlin- och London-exemplaren ligger i på ett sådant jämnt vis och att ena halvan av skivan, som innehåller fossilet, borde vara bättre bevarat än den andra halvan. Detta är dock egenskaper som Solnhofen-fossilen har eftersom de döda djuren torde ha landat på hårdnade ytor som formade ett naturligt plan för den kommande skivan att delas längs med, vilket lämnar fossilet på den ena och ett avtryck på den andra sidan.
De misstolkade också fossilen, då de påstod att svansen var sammanlänkad som en enda stor fjäder, trots att man kan se att så är inte fallet. Dessutom hävdade de att det andra exemplaret av Archaeopteryx, som man kände till vid den tiden, inte hade fjädrar. Detta är inte sant, då det är självklart att Maxberg- och Eichstätt-exemplaren är klädda i en fjäderskrud. Slutligen är de föreslagna motiven för en förfalskning inte starka, vilket inte deras motargument heller är. Ett av dessa är att Richard Owen ville förfalska bevis för att stödja Charles Darwins evolutionsteori, vilket inte är troligt. Det andra är att Owen ville locka Darwin i en fälla med hopp om att Darwin skulle stödja honom så att Owen kunde ge Darwin dåligt rykte. Detta är osannolikt med tanke på att det var Owen som skrev en utförlig uppsats om London-exemplaret. En sådan handling skulle fälla honom själv.

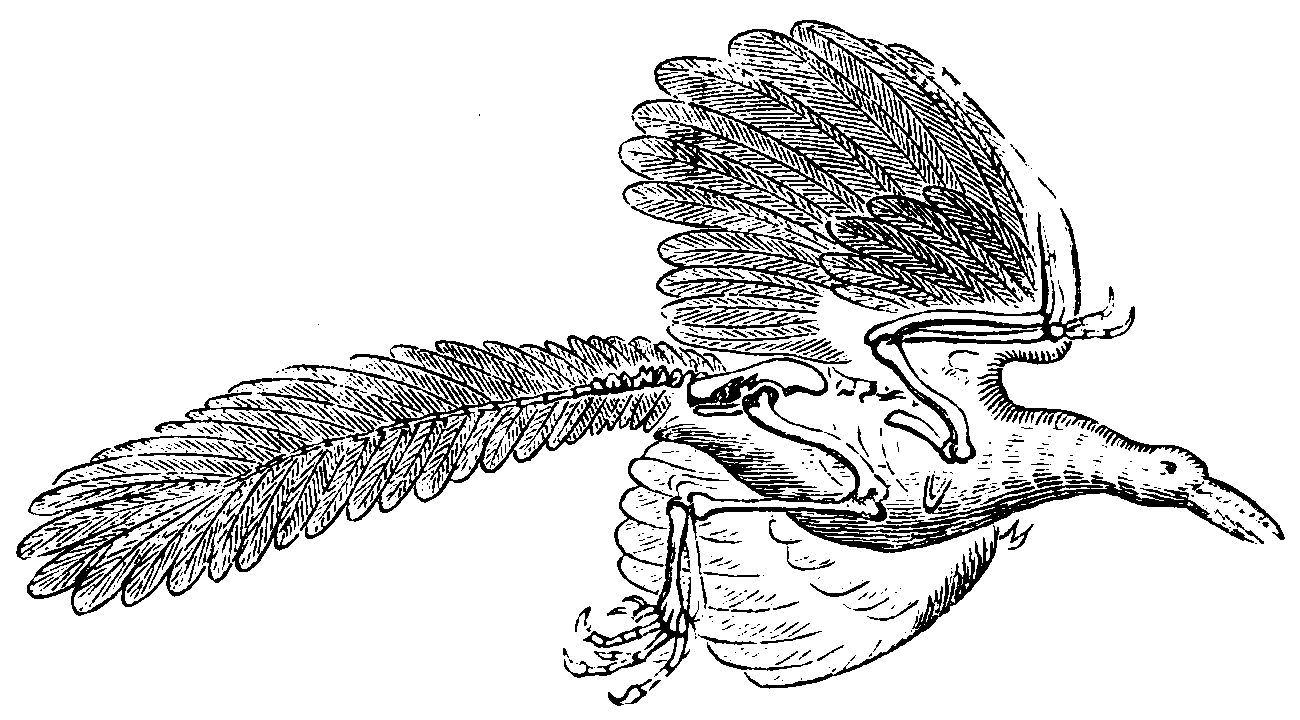
Archeopteryx från Richard Owens "Anatomy of Vertebrata".

Som bevis på att fjädrarna var äkta pekade Charig o. a. på närvaron av hårfina sprickor som gick genom både klippblock och fossilet samt på tillväxten av mineraler över skivorna som hade förekommit innan upptäckten och prepareringen. Spetner o. a. försökte då visa att sprickorna kunde ha fortplantat sig naturligt genom lagren av cement, men missade uppenbarligen att sprickorna var gamla och hade fyllts med kalkspat och att det därmed inte var möjligt för dem att fortplanta sig genom klippan. De försökte också att visa på närvaron av cement hos London-exemplaret genom att använda sig av röntgenspektroskopi. De stötte då på något som inte var sten, men inte heller cement. Det var troligen ett fragment av silikon som blivit kvar sedan man gjort en gjutform av fossilet. Deras förslag har inte tagits på allvar av paleontologer då deras bevis baserades på okunnighet och missförstånd om geologi, och de diskuterade aldrig de andra fjäderbärande exemplaren som blivit allt fler sedan dess.

### ArchaeopteryxochProtoavis
År 1984 fann Sankar Chatterjee ett fossil som han 1991 hävdade tillhörde en fågelliknande varelse som var mycket äldre än Archaeopteryx. Dessa fossil antogs ha varit 210 till 225 miljoner år gamla och fick namnet Protoavis. Fossilen var i ett dåligt skick och därmed var det svårt att bestämma om djuret kunde flyga. Även om Chatterjees rekonstruktioner vanligen visar ett djur med fjädrar, har många paleontologer, som Paul (2002) och Witmer (2002), avfärdat påståendena att Protoavis skulle vara närmre besläktad med fåglarna än Archaeopteryx, om den existerade över huvud taget. Var fossilet hittades är oklart, men troligen har det samlats in från olika orter. Då fyndet är i mycket dåligt skick fortsätter Archaeopteryx att vara den närmsta släkting man funnit till de moderna fåglarnas förfader.

## Ontogeni

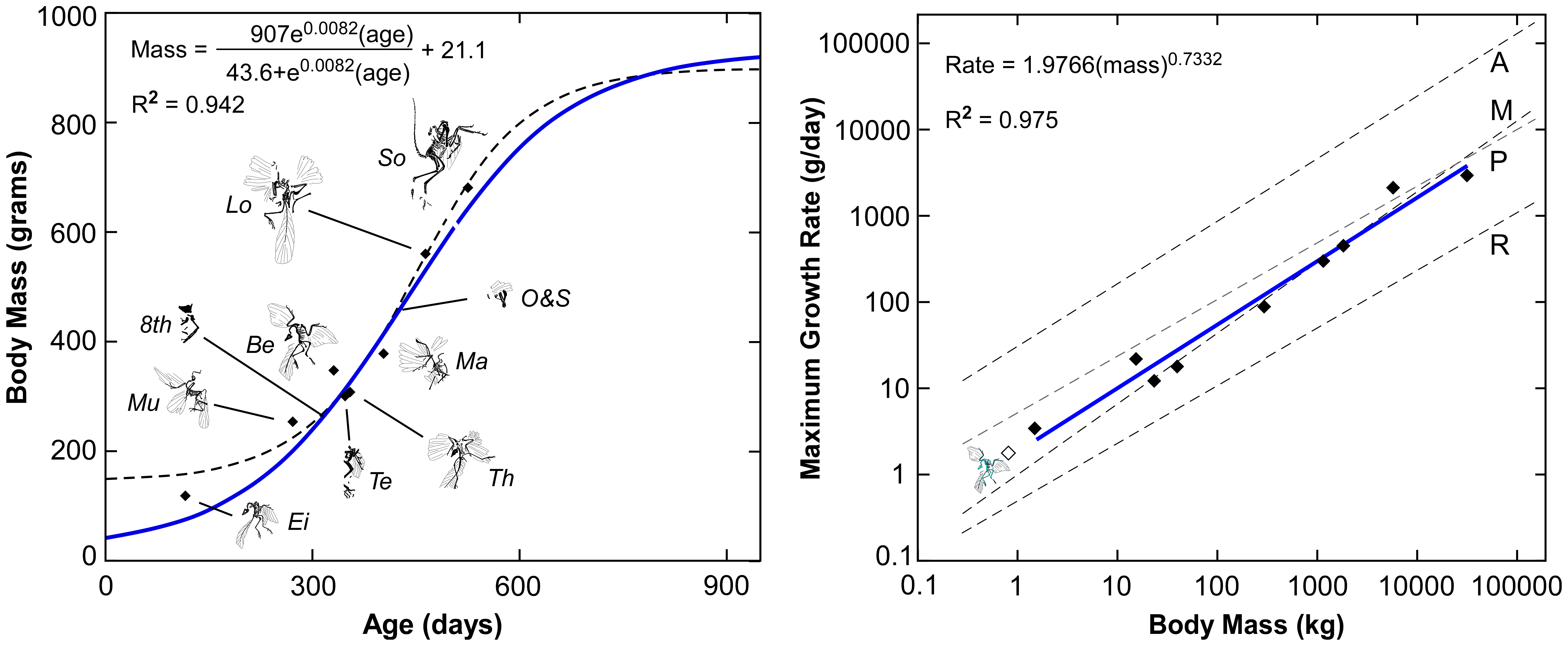
Diagram som visar den beräknade växttakten hos Archaeopteryx

2009 gjorde en grupp forskare en ontogenetisk studie av Archaeopteryx fossil, och fann att den växte betydligt långsammare än man väntat sig. De studerade strukturen på benen, och kom fram till att Archaeopteryx växte betydligt långsammare än nu levande fåglar. Man kom också fram till att inget av de 10 skelett man hittat efter Archaeopteryx är efter adulta exemplar. Enligt studien bör det ha tagit ungefär 970 dagar (cirka 2 år och 8 månader) för Archaeopteryx att nå sin fulla storlek. Liknande växtkurvor beskrevs också hos ett par andra utdöda fåglar, Jeholornis och Sapeornis, medan Confuciusornis och Ichtyornis verkar ha vuxit explosionsartat, liksom nu levande fåglar.

## Inom populärkultur
Archaeopteryx är ett mycket välkänt släkte, då den beskrivits som fåglarnas förfader, och har därmed fått en världsomfattande uppmärksamhet. Eftersom dess fossil är lätt att känna igen, och tack vare ett stort intresse för dinosaurier hos allmänheten, har Archaeopteryx figurerat ett flertal gånger inom populärkulturen över hela världen. En asteroid, som hittades 1991, döptes till 9860 Archaeopteryx för att ära släktet.
Spår 11 på Neil Cicieregas album Dinosaurchestra har fått titeln "Archaeopteryx". Låten handlar om en person som är avundsjuk på fåglarnas flygförmåga. Personen reser tillbaka i tiden och dödar den första urfågeln, vilket betyder att fåglarna aldrig utvecklades.